# Wenschtkirche
Die Wenschtkirche ist eine evangelische Kirche im Siegener Stadtteil Geisweid.
Die nach einem Entwurf des Oberbaurats Brunne unter Bauleitung des Architekten Karl-Heinz Stutte aus Geisweid errichtete Kirche befindet sich an der Oberen Ziegeleistraße in der Wenscht, einer Wohnsiedlung in Geisweid. An der Chorwand befindet sich ein großes Sgraffito des Künstlers Hermann Kuhmichel.

## Geschichte
Nachdem am 7. November 1955 der erste Spatenstich erfolgte, wurde am 50. Jahrestag des Bestehens der Talkirche am 22. Juli 1956 der Grundstein gelegt. Das erste Glockenläuten datiert vom Heiligen Abend 1956, jedoch konnten die Räumlichkeiten erst gegen Ende des folgenden Jahres bezogen werden. Der erste Gottesdienst in der Wenschtkirche, in die 1960 schließlich auch eine Orgel eingebaut wurde, fand dann am 4. Advent 1957 statt. Tag der endgültigen Schlüsselübergabe war der 29. Juni 1958. Die im Verlaufe des Errichtungsprozesses entgegen der ursprünglichen Planung sich verdoppelnden Gesamtkosten des Bauwerks beliefen sich auf 508.204,62 DM.